# Brygady Garibaldiego

Flaga

Brygady Garibaldiego (wł. Battaglione Garibaldi) – włoskie oddziały partyzanckie działające w latach 1943–1945.

## Historia
Tworzone od 1943 roku przez Włoską Partię Komunistyczną. Pod koniec wojny stanowiły około połowę całości włoskich sił partyzanckich. W czerwcu 1945 roku składały się z 575 brygad z których każda liczyła po 40–50 partyzantów. Udział formacji w wyzwalaniu kraju był znaczny. Partyzanci z Brygad Garibaldiego wyzwolili miasta takie jak Turyn, Mediolan czy Genua. Doszło do tego jeszcze przed wkroczeniem tam wojsk alianckich. Dowódca formacji był Luigi Longo. Rozformowane w 1945 roku.